# Primera División (1950/1951)
Primera División 1950/1951 był 20 sezonem najwyższej ligi piłkarskiej w Hiszpanii.
Kluby występujące w sezonie 1950/1951:
| - CD Alcoyano - Athletic Bilbao - Atlético Madryt - FC Barcelona - Celta Vigo - Deportivo La Coruña - Espanyol Barcelona - UE Lleida |  | - Málaga CF - Racing Santander - Real Madryt - Real Murcia - Real Sociedad - Real Valladolid - Valencia CF - Sevilla FC |

## Tabela po zakończeniu sezonu
| Miejsce | Klub                | M  | Z  | R | P  | GZ | GS  | Pkt | RB  | Komentarz                  |
| ------- | ------------------- | -- | -- | - | -- | -- | --- | --- | --- | -------------------------- |
| 1       | Atlético Madryt     | 30 | 17 | 6 | 7  | 87 | 50  | 40  | 37  | Mistrz kraju               |
| 2       | Sevilla FC          | 30 | 17 | 4 | 9  | 79 | 46  | 38  | 33  |                            |
| 3       | Valencia CF         | 30 | 17 | 3 | 10 | 64 | 48  | 37  | 16  |                            |
| 4       | FC Barcelona        | 30 | 16 | 3 | 11 | 83 | 61  | 35  | 22  |                            |
| 5       | Real Sociedad       | 30 | 15 | 5 | 10 | 77 | 56  | 35  | 21  |                            |
| 6       | Real Valladolid     | 30 | 14 | 5 | 11 | 51 | 51  | 33  | 0   |                            |
| 7       | Athletic Bilbao     | 30 | 15 | 3 | 12 | 88 | 56  | 33  | 32  |                            |
| 8       | Celta Vigo          | 30 | 15 | 3 | 12 | 62 | 56  | 33  | 6   |                            |
| 9       | Real Madryt         | 30 | 13 | 5 | 12 | 80 | 71  | 31  | 9   |                            |
| 10      | Racing Santander    | 30 | 12 | 6 | 12 | 49 | 60  | 30  | -11 |                            |
| 11      | Deportivo La Coruña | 30 | 13 | 4 | 13 | 64 | 47  | 30  | 17  |                            |
| 12      | Espanyol Barcelona  | 30 | 13 | 4 | 13 | 82 | 72  | 30  | 10  |                            |
| 13      | Málaga CF           | 30 | 12 | 5 | 13 | 55 | 52  | 29  | 3   | Spadek do Segunda División |
| 14      | Real Murcia         | 30 | 8  | 3 | 19 | 40 | 86  | 19  | -46 | Spadek do Segunda División |
| 15      | CD Alcoyano         | 30 | 6  | 2 | 22 | 36 | 92  | 14  | -56 | Spadek do Segunda División |
| 16      | UE Lleida           | 30 | 6  | 1 | 23 | 41 | 134 | 13  | -93 | Spadek do Segunda División |

Legenda:
M - mecze, 
Z - zwycięstwa, 
R - remisy, 
P - porażki, 
GZ - gole zdobyte, 
GS - gole stracone,
Pkt - punkty,
RB - różnica bramek